# Jim Wiley
James Thomas „Jim“ Wiley (* 28. April 1950 in Sault Ste. Marie, Ontario; † 26. Dezember 2021 in Fort Smith, Arkansas, USA) war ein kanadischer Eishockeyspieler und -trainer, der im Verlauf seiner aktiven Karriere zwischen 1968 und 1980 unter anderem 63 Spiele für die Pittsburgh Penguins und Vancouver Canucks in der National Hockey League (NHL) auf der Position des Centers bestritten hat. Den Großteil seiner aktiven Laufbahn verbrachte Wiley jedoch in der American Hockey League (AHL) und Central Hockey League, wo er über 460 Partien absolvierte. Während der Saison 1995/96 übernahm er auf Interimsbasis für 57 Spiele den Posten als Cheftrainer der San Jose Sharks.

## Karriere

### Als Spieler
Wiley hatte zunächst im Collegebereich der National Association of Intercollegiate Athletics (NAIA) für die Lake Superior State University gespielt, als er 1972 zu den Hershey Bears in die American Hockey League (AHL) wechselte. Nach ansprechenden Leistungen wurde er von den Pittsburgh Penguins während der Saison als Free Agent unter Vertrag genommen. Der Center bestritt vier Spiele in dieser Saison für die Penguins in der National Hockey League (NHL) und bereitete dabei ein Tor vor. Für die Hershey Bears erzielte Wiley 75 Punkte in 71 Spielen. Auch die Saison 1973/74 verbrachte der Kanadier bei den Bears, für die er 47 Spiele bestritt und den Calder Cup gewann, und den Penguins, bei denen er bei 22 Spielen auf dem Eis stand.
Die darauffolgende Spielzeit lief er für ein Spiel für die Vancouver Canucks auf, nachdem diese ihn 1974 von den Penguins erhalten hatten. Den Rest der Saison verbrachte er bei den Seattle Totems in der Central Hockey League (CHL), mit denen er die Meisterschaft gewann. Er selbst war während der Saison bester Scorer der gesamten Liga. Auch große Teile der Saison 1975/76 verbrachte Wiley in der CHL bei den Tulsa Oilers, ehe ihn die Vancouver Canucks wieder für zwei Spiele in die NHL holten. In der Saison 1976/77 spielte er sowohl für Toledo als auch für die Canucks, bei denen er persönliche NHL-Rekorde in den Kategorien Tore, Vorlagen und Punkte aufstellte. Die Spielzeiten 1977/78, 1978/79 und 1979/80 ließ Wiley seine Karriere in Tulsa ausklingen.

### Als Trainer
Nach seiner Karriere als Spieler nahm Wiley ab 1984 den Platz hinter der Bande ein. Seine erste Trainerstation trat er bei den Des Moines Buccaneers in der United States Hockey League (USHL) an. Dort blieb Wiley für sechs Jahre bis 1990 Cheftrainer mit eher durchschnittlichem Erfolg. Nach einer dreijährigen Auszeit übernahm der Kanadier den Posten als Chefcoach der Kansas City Blades, dem damaligen Farmteam der San Jose Sharks in der International Hockey League (IHL). Trotz einer positiven Saisonbilanz im ersten Jahr verpasste das Team den Einzug in die Playoffs, was aber in der folgenden Spielzeit gelang, obwohl die Bilanz des Teams schlechter als im Vorjahr war. Letztendlich erreichte man sogar das Turner-Cup-Finale, wo man jedoch in der Serie mit 0:4 unterlag.
Die Saison 1995/96 begann Wiley zunächst auch mit den Blades. Nach der Entlassung des damaligen Trainers der San Jose Sharks, Kevin Constantine, übernahm Wiley für die restlichen 57 Spiele der NHL-Saison als Interimstrainer den Posten hinter der Bande bei den Sharks. Mit einer Bilanz von 17 Siegen bei 37 Niederlagen und drei Unentschieden konnte Wiley sich aber nicht für ein langfristiges Engagement als Sharks-Trainer empfehlen. Zur Saison 1996/97 übernahm der Kanadier die Kentucky Thoroughblades, das neue Farmteam San Joses in der AHL. In den zwei Spielzeiten, die Wiley das Team betreute, führte er es zweimal in die Playoffs, wo man jedoch immer in der ersten Runde scheiterte. Weitere Trainerstationen des Kanadiers waren die Lexington Men O’War in der East Coast Hockey League während der Saison 2002/03 und die Memphis RiverKings in der Central Hockey League (CHL) während der Spielzeit 2003/04, wo er aber nach der Hälfte der Saison seinen Posten als Trainer verlor. Anschließend war er noch für die Roanoke Valley Vipers in der United Hockey League und die Amarillo Gorillas in der CHL tätig.
Wiley verstarb Ende Dezember 2021 im Alter von 71 Jahren.

## Erfolge und Auszeichnungen
| - 1972 NCAA (College Div.) West All-American Team - 1974 Calder-Cup-Gewinn mit den Hershey Bears - 1976 Adams-Cup-Gewinn mit den Tulsa Oilers | - 1976 CHL Leading Top Scorer - 1976 CHL First All-Star Team |

## Karrierestatistik
(Legende zur Spielerstatistik: Sp oder GP = absolvierte Spiele; T oder G = erzielte Tore; V oder A = erzielte Assists; Pkt oder Pts = erzielte Scorerpunkte; SM oder PIM = erhaltene Strafminuten; +/− = Plus/Minus-Bilanz; PP = erzielte Überzahltore; SH = erzielte Unterzahltore; GW = erzielte Siegtore; 1 Play-downs/Relegation; Kursiv: Statistik nicht vollständig)

### NHL-Trainerstatistik
(Legende zur Trainerstatistik: Sp oder GC = Spiele insgesamt; W oder S = erzielte Siege; L oder N = erzielte Niederlagen; T oder U = erzielte Unentschieden; OTL oder OTN = erzielte Niederlagen nach Overtime oder Shootout; Pts oder Pkt = erzielte Punkte; Pts% oder Pkt% = Punktquote; Win% = Siegquote; Resultat = erreichte Runde in den Play-offs)